# Roman Zwierzchowski
Roman Zwierzchowski (ur. 26 października 1958) – polski lekkoatleta, który specjalizował się w rzucie oszczepem.
Mistrz Polski z 1978. Brązowy medalista mistrzostw Europy juniorów w 1977. Reprezentant kraju, uczestnik półfinału pucharu Europy (1977). Dwukrotny reprezentant Polski w meczach międzypaństwowych. Podczas swojej kariery reprezentował barwy bydgoskiego Zawiszy (1974-1979) i Gwardii Piła (od 1982). Rekord życiowy: 83,36 (23 września 1978, Bydgoszcz).

## Progresja wyników
| Rok           | 1974  | 1975  | 1976  | 1977  | 1978  | 1979  | 1982  | 1983  |
| Odległość (m) | 53,16 | 70,26 | 76,74 | 82,56 | 83,36 | 71,70 | 70,38 | 65,46 |